# Dasyatis rudis
Dasyatis rudis (лат.) — малоизученный вид рода хвостоколов из семейства хвостоко́ловых отряда хвостоколообразных надотряда скатов. Они обитают в прибрежных тропических водах центрально-восточной части Атлантического океана. Они встречаются в Гвинейском заливе. Максимальная зарегистрированная ширина диска 200 см, а общая длина 320 см. Грудные плавники этих скатов срастаются с головой, образуя ромбовидный диск. Подобно прочим хвостоколообразным Dasyatis rudis размножаются яйцеживорождением. Эмбрионы развиваются в утробе матери, питаясь желтком и гистотрофом.

## Таксономия и филогенез
Впервые Dasyatis rudis был научно описан в 1870 году. Британский учёный немецкого происхождения Альберт Гюнтер сделал описание на основании чучела, хранившегося в коллекции Британского музея и впоследствии утерянного. Изображений также не сохранилось. В 1971 году из Сьерра-Леоне были получены хвост, челюсти и 2 эмбриона, якобы принадлежащих к этому виду. Исследование, проведённое в 1990 году, показало, что челюсти относятся к рохлевому скату, а хвост и эмбрионы — к другому виду хвостоколов, вероятно, Dasyatis hastata. В результате в настоящее время вид известен только по неполному оригинальному описанию.

## Описание
Грудные плавники Dasyatis rudis срастаются с головой, образуя ромбовидный плоский диск. Позади глаз расположены брызгальца. На вентральной поверхности диска расположены 5 пар жаберных щелей, рот и ноздри. Между ноздрями пролегает лоскут кожи с бахромчатым нижним краем. Зубы выстроены в шахматном порядке и образуют плоскую поверхность. Как и у других хвостоколов на дорсальной поверхности в центральной части хвостового стебля расположен зазубренный шип, соединённый протоками с ядовитой железой. Иногда у скатов бывает 2 шипа. Периодически шип обламывается и на его месте вырастает новый.

## Биология
Подобно прочим хвостоколообразным Dasyatis rudis относится к яйцеживородящим рыбам. Эмбрионы развиваются в утробе матери, питаясь желтком и гистотрофом.

## Взаимодействие с человеком
Dasyatis rudis не являются объектом целевого лова. В ареале ведётся активный рыбный промысел. Данных для оценки Международным союзом охраны природы статуса сохранности вида недостаточно.